# Nam Nam
Nam Nam är den svenska proggruppen Ensamma hjärtans tredje studioalbum, utgivet på skivbolaget Nacksving 1981. Skivan utgavs på LP.

## Låtlista
A
1. "30/30"
2. "Min älskade"
3. "Lalla med mig"
4. "Konstig låt"
5. "Länge/länge"
6. "Braintrainer"

B
1. "Vi två"
2. "O-social"
3. "Paperback Writer" (Lennon–McCartney)
4. "En hunds hjärta"
5. "Nere i hålet"
6. "Kära du"

### Fotnoter
1. ↑  ”Nam Nam”. Discogs.com. http://www.discogs.com/Ensamma-Hj%C3%A4rtan-En-Massa-Hj%C3%A4rtan/master/501511. Läst 4 januari 2013.